# 星のローカス
『星のローカス』（ほしのろーかす）は、小山田いくによる日本の漫画作品。1981年から1984年にかけて、秋田書店の『月刊少年チャンピオン』に全35話が掲載された。作者の小山田にとっては初の月刊誌連載である。単行本は全5巻が少年チャンピオン・コミックスから刊行された。
作品中の各エピソードはギリシア神話などに登場する星や星座にまつわる伝承をモチーフとしており、それが各話のサブタイトルとなっている。作者の小山田いくは単行本第1巻のカバー裏で人一倍寒がりであるが、冬の星座を見上げるのが好きだと記している。
連載時期と作品中の時間の流れは、ほぼリンクしており、作中で主人公達が1年生になった時期から高校を卒業するまでの3年間を、実際に約3年（1981年4月から1984年3月）の連載期間をかけて描き上げた。
作品の舞台は明示されていないが、作品中の地名・建造物名等から長野県小諸市と推定される。

## あらすじ
聡の部屋の住人
二木聡は、理系が不得手だったのにもかかわらず、工場の経営者である父親に半ば強制的に星恵高校の機械科に入学させらるが、その代わり、下宿暮らしを認めてもらう。しかし、隣の部屋には機械科の変人・長尾友幸が入っており、聡の部屋に入り浸る。幼なじみで機械科の阿見志保里は自宅から通学しているが、聡に好意を持っており、こちらも聡の部屋に入り浸っている。聡にラブレターを送った瀬ヶ崎美鈴、ファーストキスを交わした祖父江夕子は、志保里の存在が分かると離れていき、彼女たちとの軌跡（ローカス）は一度交差しただけで終わる。
美術部との交流
松井に志保里ちゃんなしでまっとうに生きられるのかと言われ、聡は志保里からもらって物を片付ける。しかし、志保里の悲しそうな顔を見て、すぐ心が揺らぐ。志保里はため息をつくばかりのセレーネであっても聡の側にいたいと思う。聡は美術部室で松井の絵を手伝う。その絵が評判となり、展覧会に出品されることにもなり、松井は絵を破り捨て、半分以上、聡の絵だと明らかにする。聡はイラストを始め、小城は半裸になり、聡にスケッチさせようとしたところに志保里が現れ事件となる。聡はカゼをひいて寝込んだとき、熱に浮かされて志保里を抱きしめ、志保里はそのまま聡にキスをする。
渡瀬良一
聡と友幸は直江津で冬の日本海を見に来るが、3分間で物陰に避難となる。旅館・天輪荘の娘・五色は色白、丸顔、おしとやかで聡の好みである。五色は聡の拾った角型の貝をネックレスに加工して渡す。聡と志保里は幼なじみの渡瀬良一のことを思い出し、友幸となんとなく似ていると話す。「赴嶺夜」で酔った友幸を聡が迎えに行き、「リョウちゃん」と呼ぶと、「はーい、友幸クンです」と返される。志保里は良一の誕生日を覚えており、誕生日のお祝いにおごってあげると「赴嶺夜」に誘う。友幸は一瞬はしゃぐが、そのわけがわかり出て行く。聡は詮索はしない、長尾友幸の友人のつもりだと語る。
絵を描いていることが父親に知られる
絵の出費のため聡の生活費は苦しくなる。松井の紹介で商店街の広告のイラストを描くバイトが入り、明日音と一緒に作成する。明日音の家で夕食を済ませた聡に対して、志保里の心は穏やかではない。一計を案じ、変装した友幸とデートの真似をすると、聡は心配して迎えに行く。聡の下宿に父親の総がやって来て、絵を描いていることがバレてしまう。総は友幸が良一であることを知っており、聡に学校の成績が悪いことを理由に実家に戻れと言う。志保里にちゃんと話し合いなさいと言われ、三人はセレス製作所に向かい、平削盤事件により、卒業までいろいろやっておけと下宿を認めてもらう。
大根少年
聡は地区展に出展するイラストを10日間で描き上げるが、結果は落選であり落ち込む。それでも、文化祭用の展示物の仕上げに取り組む。壁面に展示された文化祭のテーマイラストに屋上から落としたペンキがかかってしまう。時間がないので、聡は屋上からザイルで吊される状態で絵を修復する。聡が大根をもらって帰る途中で、佐原亜湖に大根少年と呼び止められる。聡が夜空を眺めながら、プレアデスの7人娘の1人は、ある悲しみのために顔を伏せていると言うと、亜湖は自分みたい、プレアデスは死者の魂の燐光だとも云われていると語る。聡は彼女が死を意識していると心配し、後を追って思いとどまらせる。
友人たちとの交流
2年生の終わりになると進路の話が出てくる。小城は絵やイーゼルを修復し、毎年作ってきた部員の画集を探し出し、揃えて美術部を去る。根上はデザイン学校に行くと聞き、聡はセレス製作所以外の道を考え、父にデザインスクールに行きたいと言って一蹴される。松井の親戚の画廊喫茶のマスターは、聡の絵はムラがあり、基礎をちゃんとやっていないのではと指摘する。志保里は総との賭けに負けて髪を切る。根上が静岡に引っ越すことになり、聡にカメラとレンズ一式を送る。志保里は、根上のこころの北極星をもらっちゃいけないと聡を説得し、聡は新品のカメラ一式を餞別として根上に送る。
三人の進路
友幸は「例の秘密」をバラすと総にもう一度話し合を促し、総はデザインスクール行きを認める。夕子は卒業後、「赴嶺夜」で働くことを決め、長尾に履歴書を求める。長尾は卒業までにはかならずと約束する。志保里は親を説得してオフコンの専門学校に行くことにする。そんなとき、友幸を立明葉が訪ね、卒業後、横浜のロックバンド・ヘルメスに戻るよう説得する。友幸は自分の事情について語り、明葉は納得する。友幸は「赴嶺夜」でお世話になると夕子に告げる。志保里は友幸の秘密を知ってしまい、聡に問い詰められて、友幸が聡の兄であることを打ち明ける。
新しい星座を作り
聡のおごりで4人はスキー場にやって来る。聡と友幸はスキー帰りの温泉に入り、友幸を「兄さん」と呼ぶ。聡は卒業したら家には戻らないと言い、友幸に昔のことで何もかもムダにするのかと殴り倒される。友幸は部屋に置き手紙を残して姿を消す。五色からの連絡で聡は直江津に向かう。友幸は最初に二人でやって来た海岸で待っており、お前は新しい星座（生活）を作るべきだと話す。友幸は夕子に自分の新しい星座を見つけるためもうしばらくブラブラすると言い、夕子はあんたの帰る所は一つしかないと告げる。聡と志保里は進学のため町を離れ、新しい星座を作り始める。

## 登場人物
二木 聡（ふたつぎ さとし）
本作品の主人公。イラストを書くことが好きで、理系は不得手だったのにもかかわらず、工場の経営者である父親に半ば無理やり星恵高校の機械科に入学させられる。ささやかな反抗として家を出て下宿暮らしをしている。
阿見 志保里（あみ しおり）
本作品のヒロイン。聡の幼馴染で機械科の同級生。父親は聡の実家である「セレス製作」の共同経営者で社長。ラブレターや告白も多いが、本人は幼稚園以来聡一筋で、毎日のように下宿に入り浸っている。
長尾 友幸（ながお ともゆき）
聡の下宿で隣の部屋に住む機械科の同級生。その言動からしばしば「変態」と呼ばれる。当初は志保里に気があったが、夕子と付き合うようになる。
この物語の全ての人物に影響を与えるトリックスターであり、キーパーソン。
祖父江 夕子（そふえ ゆうこ）
星恵高校の普通科に通う同級生。従兄の計一の店であるスナック赴嶺夜（フレイヤ）の常連。
二木 総 （ふたつぎ そう）
聡の父親で小諸にある町工場「セレス製作」の共同経営者で工場長。聡に工場を引き継がせるために星恵高校の機械科に入学させる。
小城 あい子 （おぎ あいこ）
聡の1年上の先輩で聡が入部したときの美術部長。聡に対して好意を持っている。
三戸田 明日音 （みとだ あすね）
聡の1年後輩の美術部部員。彼女の働きかけにより聡が正式に美術部に入部することになる。
松井（まつい）
機械科の同級生で美術部員。小城の後を継いで美術部長となる。
瀬ヶ崎 美鈴 （せがさき みすず）
普通科の同級生。聡にアタックをかけデートもするが、すぐに別れる。
大日向 五色 （おびなた ごしき）
直江津にある旅館「天輪荘」の娘。名前は誕生時に見えたカペラに由来する。
山脇 敏夫 （やまわき としお）
直江津に住む五色の同級生。五色と交際していた。聡や長尾のアドバイスを受け、交際を再開する。
立 明葉 （ついき あきは）
長尾の中学時代のクラスメート。彼が所属していたロックバンド「ヘルメス」の取巻きの1人。
根上（ねがみ）
写真部部長。志保里に写真撮影のモデルを依頼して一騒動となる。
佐原 亜湖（さはら あこ）
失恋旅行で聡に出会い、「大根少年」と呼ぶ。名前を知らない彼女を聡は「行方知れずのプレヤード」「エレクトラ」と呼んでいた。

## 書誌情報
- 小山田いく『星のローカス』 秋田書店〈少年チャンピオン・コミックス〉、全5巻[3][4]。
  1. 1982年1月20日初版発行 ISBN 4-253-03850-6
  2. 1982年8月5日初版発行 ISBN 4-253-03851-4
  3. 1983年6月30日初版発行 ISBN 4-253-03852-2
  4. 1984年1月5日初版発行 ISBN 4-253-03853-0
  5. 1984年5月25日初版発行 ISBN 4-253-03854-9

第5巻には短編作品「ヘスペリス・ブルー」「ドリュアス エン」「雪のポックル」が収録されている。